# Edward Peters
Edward Peters, es profesor emérito de Historia en la Universidad de Pensilvania.

## Biografía
Está especializado en la historia temprana de Europa, desde el siglo II al XVII. Sus principales intereses son la historia política y constitucional, la historia de la iglesia, la historia intelectual y legal y la historiografía. Sus temas actuales de investigación son los diversos aspectos de la delincuencia y el castigo, por una parte, y la idea de la curiosidad y los límites de la investigación intelectual, por otra.

## Obras
- Europe and the Middle Ages, Pearson, 2003[1]
- Witchcraft in Europe, 400-1700: A Documentary History, University of Pennsylvania Press, 2000[2]
- The First Crusade: "The Chronicle of Fulcher of Chartres" and Other Source Materials, University of Pennsylvania Press, 1998[3]
- Torture, University of Pennsylvania Press, 1996[4][5]
- Inquisition, University of California Press, 1989[6][7][8][9][10]
- Heresy and Authority in Medieval Europe, University of California Press, 1980[11]
- The Magician, the Witch, and the Law, University of Pennsylvania Press, 1978[12][13]
- Christian Society and the Crusades, 1198-1229: Sources in Translation, including "The Capture of Damietta" by Oliver of Paderborn, University of Pennsylvania Press, 1971[14]